# Língua klata
Klata (também chamada Clata, Giangan, Bagobo, Jangan) é uma língua Malaio-Polinésia do sul das Filipinas. É falado nas encostas orientais do Monte Apo em Davao do Sul, bem como em Cidade Davao ( Etnoólogho ) em uma área que se estende de Catalunan a Calinan.
A vizinha língua tagabawa que também é conhecida como  Bagobo  e não deve ser confundida com Giangan.

## Classificação
Klata é geralmente classificada como uma das línguas de Mindanao do Sul. Zorc (2019) propõe que não está incluído entre as línguas de Mindanao do Sul, mas apenas mais distantemente relacionado a elas dentro de um subgrupo mais amplo de línguas faladas nas Filipinas que ele chama de "Filipinas do Sul".

## Distribuição
Os centros populacionais tradicionais de Klata (Giangan) incluíam barangays (Distritos da cidade de Davao ).
- Biao, Tugbok , Davao
- Tagakpan, Tugbok , Davao
- Dulian
- Sirib, Calinan , Davao
- Gumalang, Baguio , Davao
- Tamugan, Marilog , Davao

Também é falado em Biao Joaquin, distrito de Calinan. e em várias partes de de Baguio.
O rio Lipadas separava os territórios tradicionais de Tagabawa e Clata, enquanto o rio Talomo (Ikawayanlinan) era a fronteira que separava os Tagabawas, Clatas e Obos. O rio Davao separou os territórios tradicionais Bagobo e Clata.

## Escrita
A língua, a exemplo de outras línguas filipinas tem uma forma reduzida do alfabeto latino que não apresenta as letras C, F, J, P, QW, V, X, Z. Usa-se a forma Ng.